# Carex oklahomensis
Carex oklahomensis är en halvgräsart som beskrevs av Kenneth Kent Mackenzie. Carex oklahomensis ingår i släktet starrar, och familjen halvgräs. Inga underarter finns listade i Catalogue of Life.